# Oriental Dragon FC
Oriental Dragon Football Club é um clube português de futebol da Moita, Portugal, que joga na Liga 3, terceiro escalão do futebol português. O clube foi fundado em 2014 com o objetivo de treinar jogadores chineses sob orientação portuguesa para eventualmente regressarem à China e melhorarem a qualidade do campeonato e da seleção daquele país.     O clube é membro da Associação de Futebol de Setúbal. 

## História
Em 2014, o clube foi fundado pelo WSports Seven liderado pelo investidor Qi Chen, que trabalhava com clubes portugueses desde 2006. Qi Chen organizou as transferências dos jogadores chineses Yu Dabao e Wang Gang para o SL Benfica em 2006 e 2007.  O clube inicialmente era composto exclusivamente por futebolistas chineses entre 15 e 19 anos. Em 2014, criou a sua própria liga juvenil sub-21 chamada Liga Future Stars, pois alguns dos jogadores eram jovens demais para jogar nas ligas oficiais, a liga incluía clubes das associações de futebol de Lisboa e Setúbal foi exigido que cada equipa colocasse em campo pelo menos um jogador chinês.    Devido à ligação de Chen com o Benfica, ele conseguiu que muitos ex- treinadores do Benfica B se juntassem ao clube.  Inicialmente eles começaram como um segundo clube do CD Pinhalnovense. 
O clube começou oficialmente a jogar no sistema portuguêas de futebol durante a temporada 2015-16 na segunda divisão da AF Setúbal, quinto escalão de futebol,  terminando em oitavo com 9 jogadores chineses no elenco.  Na temporada 2017-18, terminou em segundo lugar subindo à Primeira Divisão da AF Setúbal.  Em 2018-19, foram os finalistas da Taça AF Setúbal. Em 2019-20, conquistaram a Primeira Divisão da AF Setúbal, depois do seu cancelamento devido à pandemia de COVID-19, 11 pontos à frente do segundo classificado FC Barreirense, conseguindo a promoção ao terceiro escalão do futebol português, o Campeonato de Portugal.   Em 2021-22, subiram para a recém-criada Liga 3.[carece de fontes?]

## Elenco
Legenda
- : Capitão
- Jogador Lesionado

## Ano após ano
| Temporada | Divisão | Liga                   | Record                                              | Classificação        | Taça de Portugal | AF Setúbal Taça  | Referência |
| --------- | ------- | ---------------------- | --------------------------------------------------- | -------------------- | ---------------- | ---------------- | ---------- |
| 2015–16   | 5       | AF Setúbal 2ª Divisão  | 5–2–9 (Fase 1)                                      | 8º (de 9)            | –                | Fase de Grupos   |            |
| 2016–17   | 5       | AF Setúbal 2ª Divisão  | 12–6–14                                             | 11º (de 17)          | –                | Quartas de final |            |
| 2017-18   | 5       | AF Setúbal 2ª Divisão  | 9–2–5 (Fase 1) 7–6–1 (Fase 2)                       | 3º (de 9) 2º (de 8)  | –                | Quartas de final |            |
| 2018–19   | 4       | AF Setúbal 1ª Divisão  | 16–5–9                                              | 6º (de 16)           | –                | Finalistas       |            |
| 2019-20   | 4       | AF Setúbal 1ª Divisão  | 14–3–1                                              | 1º (de 16)           | –                | Rodada de 16     |            |
| 2020-21   | 3       | Campeonato de Portugal | 11–4–7 (Série G) 3–2–1 (Fase de promoção da Liga 3) | 3º (de 12) 1º (de 4) | Terceira ronda   | –                |            |
| 2021-22   | 3       | Liga 3                 |                                                     |                      | Terceira Ronda   | –                |            |